# Balclutha vermiculatus
Balclutha vermiculatus är en insektsart som beskrevs av Baker 1903. Balclutha vermiculatus ingår i släktet Balclutha och familjen dvärgstritar. Inga underarter finns listade i Catalogue of Life.